# Iván Hurtado
Iván Jacinto Hurtado Angulo (Esmeraldas, 16 agosto 1974) è un ex calciatore ecuadoriano, di ruolo difensore centrale.

## Carriera

### Club
Inizia la carriera nella squadra della sua città, l'Esmeraldas, a 16 anni. Un anno dopo si trasferisce in uno dei grandi club del suo paese, l'Emelec di Guayaquil, dove gioca due stagioni.
Le sue prestazioni gli valgono il trasferimento in Messico. Ivan si rende protagonista del club messicano in cui esordisce il Celaya, che guida fino alle finali del campionato messicano di calcio. Si trasferì poi in una delle squadre più importanti del Paese, i Tigres UANL e dopo nella Primera División nelle file del Real Murcia. L'anno successivo passa al Pachuca. Al termine della sua esperienza al Pachuca si trasferisce in Qatar, all'Al Arabi.

### Nazionale
Hurtado ha il record di giocatore più giovane ad aver esordito in nazionale ecuadoriana, 17 anni e 285 giorni. Ivan Hurtado ha anche il record di presenze in Nazionale, con cui ha giocato 168 volte tra il 1992 e il 2014.
Ha anche preso parte alla Copa América 2007: ha giocato infatti contro Cile e Messico, ma è rimasto in panchina contro il Brasile.

## Palmarès

### Club
- Campionato ecuadoriano: 2

Emelec: 1993, 1994
- Campionato colombiano: 2

Atlético Nacional: 2007 I, 2007 II